# Hyattville, Wyoming
Hyattville är en ort (census-designated place) i Big Horn County i norra delen av den amerikanska delstaten Wyoming. Orten är belägen där Medicine Lodge Creek rinner ut i Paint Rock Creek, i countyts sydöstra del. Befolkningen uppgick till 75 personer vid 2010 års federala folkräkning.
Orten sammanbinds med staden Manderson västerut av Wyomings delstatsväg 31.